# Decabromodifeniletano
Il decabromodifeniletano (abbreviato in DBDPE o TY-103) è una sostanza chimica commercializzata sotto forma di polvere (finezza 3-5 µm) bianca inodore, insolubile sia in acqua che nei solventi organici come etanolo, benzene o acetone.

Agisce come ritardante di fiamma, trova impiego negli estintori come sostituto del decabromodifenil etere (detto BDE-209) dal 1990.

Viene prodotta nelle regioni asiatiche ed utilizzata in tutto il mondo per creare dei coloranti plastici antifiamma, plastiche per elastomeri e resine sintetiche.

## Struttura e caratteristiche
Lo scheletro della molecola è composto da due gruppi fenilici uniti da una catena (-CH2-CH2-). I dieci atomi di bromo uniti ai due anelli aromatici rendono la molecola stabile ad alte temperature e resistente ai raggi UV ed agli agenti chimici.

### Nome
Il composto può essere chiamato 1,2-bis(2,3,4,5,6-pentabromofenil) etano se è considerato come una molecola di etano avente nelle posizioni 1 e 2 due pentabromofenili; oppure 1,2,3,4,5-pentabromo-6-[2-(2,3,4,5,6-pentabromofenil)-etil] benzene se considerato come una molecola di benzene a cui sono legati 5 atomi di bromo ed in posizione 6 una molecola di pentabromoetilbenzene.

## Tossicità
Questa sostanza è dannosa per l'organismo umano, provoca irritazioni polmonari e alle vie respiratorie, se utilizzata per lunghi periodi può provocare tumori. Durante l'utilizzo occorre una maschera anti-polvere P2 o meglio P3 con filtro intercambiabile in carbonio.

## Effetti ambientali
Non sono ancora certi i suoi effetti sull'ambiente, ma è presente nel pulviscolo atmosferico assieme ad altri bromobenzen-derivati.